# Streptocarpus linguatus
Streptocarpus linguatus är en tvåhjärtbladig växtart som beskrevs av Brian Laurence Burtt. Streptocarpus linguatus ingår i släktet Streptocarpus och familjen Gesneriaceae. Inga underarter finns listade i Catalogue of Life.